# Henry Odera Oruka
Henry Odera Oruka, född 1 juni 1944, död 9 december 1995, var en kenyansk filosof.
Efter universitetsstudier i Kenya åkte Odera Oruka till Uppsala för studier i filosofi och vetenskap, och därefter till Wayne State University i USA, där han blev doktor i filosofi. Hans avhandling publicerades så småningom i bokform under namnet Punishment and Terrorism in Africa (1976). Från 1970 fram till sin död 1995 undervisade Odera Oruka i filosofi vid Nairobi universitet. När institutionen för filosofi skapades vid detta universitet (genom att ämnet avskildes från institutionen för religion och filosofi) blev han dess förste chef. Odera Orukas död medförde en nedgång för filosofiinstitutionens internationella anseende och disciplinen slogs återigen ihop med religion. 1993 blev han hedersdoktor vid Uppsala universitet.
Odera Oruka är mest känd för forskningsprojektet "Philosophic Sagacity", som syftade till att bevara de traditionella kenyanska visa männens filosofiska tankar. Han ville bl.a. visa att det även i Afrika fanns individer som i sitt resonerande kunde gå bortom det starkt kommunitära tänkandet.